# Pitcairnia alata
Pitcairnia aequatorialis es una especie del género Pitcairnia originaria de Ecuador donde fue descubierta inicialmente a lo largo del Río Valladolid entre la Quebrada Honda y Tambo Valladolid. Su hábitat natural son los bosques montanos húmedos subtropicales o tropicales. Está amenazada por pérdida de hábitat.

## Hábitat
Una bromelia epífita endémica de Ecuador donde se conoce a partir de dos subpoblaciones. El tipo fue descubierto a lo largo del Río Valladolid entre Quebrada Honda y Tambo Valladolid. Una segunda subpoblación se ha encontrado en el kilómetro 60.9 de la carretera Yangana-Valladolid, a 1950 m de altitud. No sabe que se produzcan dentro de la red de áreas protegidas de Ecuador, pero pueden estar presentes en hábitats similares del Parque nacional Podocarpus. La amenaza principal es la conversión de bosques en tierras de cultivo andino. Ningún ejemplar de esta especie se encuentra en museos ecuatorianos. La destrucción del hábitat es la única conocida amenaza para la especie.

## Taxonomía
Pitcairnia alata fue descrita por Lyman Bradford Smith y publicado en Lloydia 11(4): 304, f. 2. 1948[1949].
Etimología
Pitcairnia: nombre genérico otorgado en honor del Dr. William Pitcairn, físico y jardinero inglés (1711-1791).
alata: epíteto latíno que significa "alata"